# (3660) Lazarev
(3660) Lazarev est un astéroïde de la ceinture principale.

## Description
(3660) Lazarev est un astéroïde de la ceinture principale. Il fut découvert le 31 août 1978 à Naoutchnyï par Nikolaï Tchernykh. Il présente une orbite caractérisée par un demi-grand axe de 3,22 UA, une excentricité de 0,08 et une inclinaison de 7,8° par rapport à l'écliptique.

## Compléments